# Antanas Smetona
Antanas Smetona (ur. 10 sierpnia 1874 w Użułanach koło Wiłkomierza, zm. 9 stycznia 1944 w Cleveland) – litewski działacz społeczny i polityk, założyciel/współzałożyciel odrodzonej Litwy, wieloletni prezydent  Republiki Litewskiej (1919–1920; 1926–1940).

## Życiorys

### Edukacja i działalność polityczna do 1914 roku

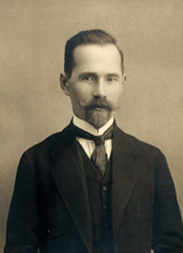
Antanas Smetona przed I wojną światową

Urodził się w Użułanach w powiecie wiłkomierskim guberni kowieńskiej w rodzinie byłych chłopów pańszczyźnianych Jonasa Smetony i Julijony z domu Kartanaitė, jako szóste z siedmiorga rodzeństwa. Po ukończeniu szkoły elementarnej w Towianach kształcił się w Wiłkomierzu, następnie zaś w progimnazjum w Połądze i Mitawie. Zdał egzamin wstępny do Żmudzińskiego Seminarium Duchownego w Kownie, jednak ostatecznie nie podjął nauki. W okresie nauki w Mitawie razem z Jonasem Jablonskisem i Vincasem Kudirką należał do sekretnej studenckiej organizacji – kółka literackiego o nazwie „Kūdikis” (pol. „niemowlę”). Zarabiał na życie udzielając lekcji w prywatnych domach, m.in. u Okuliczów, Zasztowtów, Downarowiczów i Kognowickich. W 1895 roku nauczał w dworze Chodakowskich na Kowieńszczyźnie, gdzie poznał przyszłą żonę Zofię Chodakowską. W 1896 zorganizował protest przeciwko obowiązkowemu odmawianiu modlitwy w języku rosyjskim w szkole w Mitawie. Z tego powodu wraz z ponad setką innych uczniów wyrzucono go z gimnazjum, jednak po paru latach przyjęto do petersburskiego IX Gimnazjum, którego ostatecznie został absolwentem.
W 1897 podjął studia na Wydziale Prawa Uniwersytetu w Sankt Petersburgu. Związał się z nielegalną organizacją patriotów litewskich, publikował i rozpowszechniał zakazane książki w języku litewskim. W 1899 organizował protesty przeciwko łamaniu prawa przez władze, za co został wyrzucony z Uniwersytetu, skazany na dwa tygodnie więzienia i zesłany do Wilna. Powrócił jednak do Petersburga i kontynuował studia. Później parokrotnie aresztowany. W 1902 ukończył uczelnię i osiadł w Wilnie, gdzie parał się zawodem tłumacza i adwokata, zanim podjął pracę w Wileńskim Banku Ziemskim.
Po przyjeździe do Wilna zaangażował się w działalność Litewskiej Partii Demokratycznej, którą reprezentował w „Wielkim Sejmie” (Sejmie Wileńskim) zebranym w grudniu 1905 roku. Został wybrany w skład jego prezydium. W latach 1904–1907 pracował w gazecie „Vilniaus žinios” (pol. „Wieści Wileńskie”). W 1907 opuścił Litewską Partię Demokratyczną. W tym samym roku razem z księdzem Juozasem Tumasem-Vaižgantasem założył gazetę „Viltis” (pol. „Nadzieja”), w której działał na rzecz wolności narodu, był także członkiem licznych stowarzyszeń niepodległościowych i kulturalnych (w tym: Litewskiego Towarzystwa Naukowego), uczył dzieci języka litewskiego w wileńskich szkołach. Wydawał pismo „Lietuvos ūkininkas” (Litewski gospodarz). Opracowywał litewską terminologię naukową z dziedziny matematyki i geografii.

### I wojna światowa
W 1914 założył pismo „Vairas” („Ster”), o kierunku bardziej narodowym od „Viltisa”. W czasie wojny pomagał poszkodowanym, zostając wiceprzewodniczącym, a następnie przewodniczącym Litewskiego Komitetu Pomocy Ofiarom Wojny. Pisał również podręczniki do arytmetyki w języku litewskim. W 1916 wziął udział w naradzie działaczy litewskich w Szwajcarii, na której powołano do życia Radę Litewską. W lecie 1916 był jednym z sygnatariuszy memorandum do Niemieckiego Głównodowodzącego na Froncie Wschodnim, w którym domagał się prawa Litwinów do samostanowienia. Był jednym z organizatorów Konferencji Litewskiej w Wilnie (wrzesień 1917), członkiem jej Prezydium. Wybrano go także na członka Rady Państwowej (Taryby), później awansował do roli jej przewodniczącego. We wrześniu 1917 roku rozpoczął wydawanie narodowego pisma „Lietuvos aidas”. 11 grudnia 1917 Rada Państwowa uchwaliła deklarację o wznowieniu niepodległości w ścisłym sojuszu z Niemcami, zaś 16 lutego 1918 Smetona razem z innym działaczami podpisał akt pełnej niepodległości Litwy.
W czasie I wojny światowej i bezpośrednio po niej pozostawał zwolennikiem porozumienia Litwy z Niemcami, uważając, iż dla młodej państwowości litewskiej większe zagrożenie stanowią Polacy. Na przełomie lat 1918 i 1919 przebywał w Niemczech i w krajach skandynawskich, gdzie lobbował na rzecz niepodległej Litwy. 2 listopada 1918 roku stanął na czele Prezydium Taryby (pełniącego tymczasowo urząd głowy państwa). 4 kwietnia 1919 Taryba wybrała go na pierwszego prezydenta młodej republiki. Po przegranej narodowców w wyborach do Sejmu Ustawodawczego w kwietniu 1920, spowodowanym m.in. sceptycznym podejściem ugrupowania do reformy rolnej, podał się 9 czerwca 1920 roku do dymisji. Na stanowisku prezydenta zastąpił go chrześcijański demokrata Aleksandras Stulginskis.

### Polityczna emerytura
Po odejściu z czynnej polityki zaangażował się w pracę dziennikarską i naukową. Publikował w pismach związanych z Partią Postępu Narodowego: „Lietuvos balsas” („Głos Litwy”), „Lietuviškas balsas” („Litewski Głos”) oraz „Vairas” („Ster”). Za swą działalność publicystyczną w okresie rządów chrześcijańskich demokratów miał być osadzony w więzieniu kowieńskim przy ul. Mickiewicza, jednak do odbycia kary nie przystąpił na skutek interwencji ks. Tumasa. Tłumaczył pisma starożytnych filozofów (w tym Platona) na język litewski. W latach 1923–1927 był profesorem na Uniwersytecie Litewskim, początkowo w Katedrze Historii i Teorii Sztuki, następnie Katedrze Filozofii (jako dyrektor tychże katedr). Wykładał etykę, filozofię starożytną i stylistykę litewską. Uznawany był wówczas za najlepszego stylistę języka litewskiego, a jego wyczucie językowe stawiano powszechnie za wzór. W roku 1932 otrzymał doktorat honorowy Uniwersytetu Witolda Wielkiego.

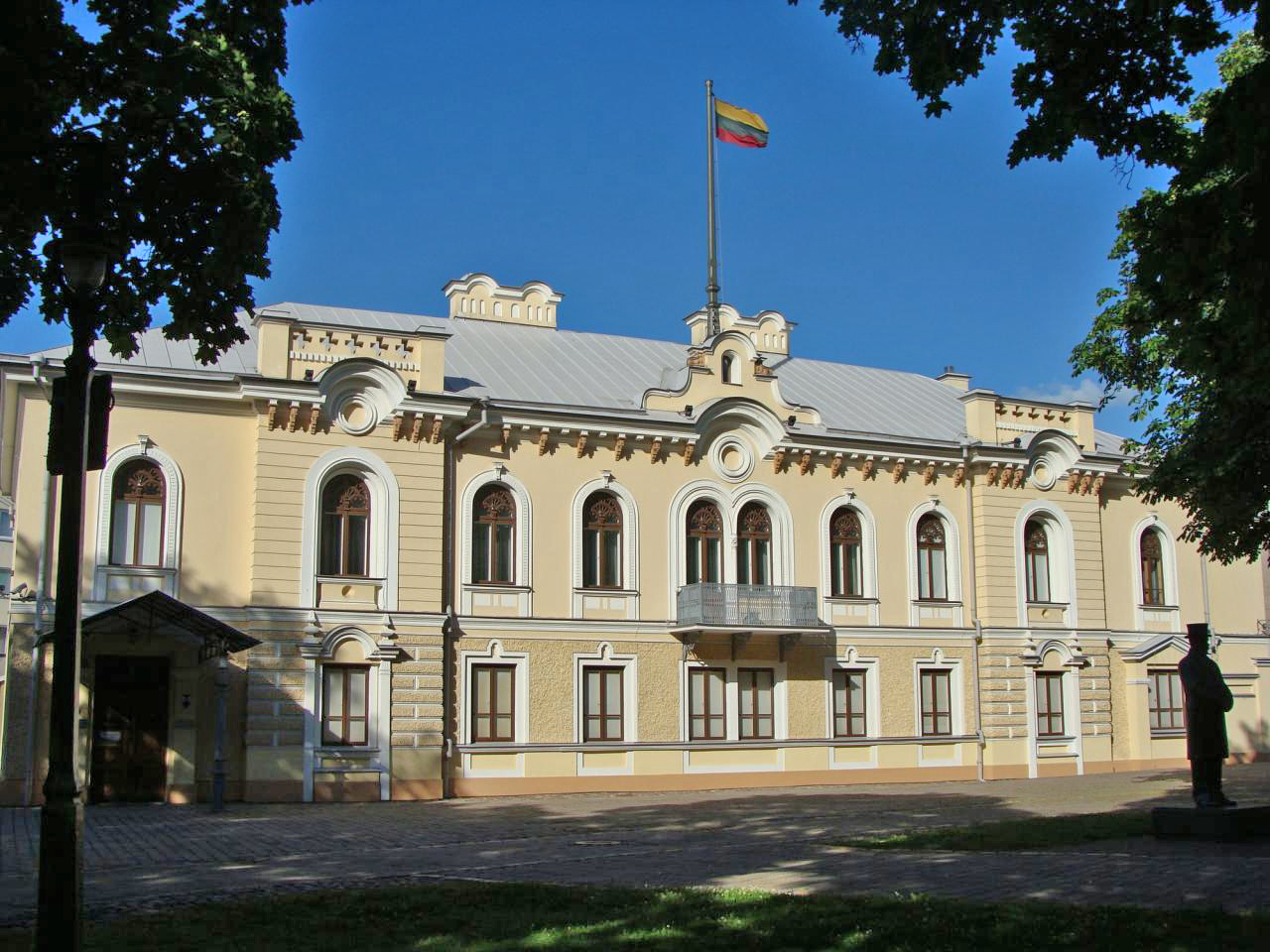
Przedwojenna siedziba A. Smetony w Kownie

### Druga prezydentura
W okresie osłabionej aktywności politycznej przez pewien czas pracował jako komisarz rządowy w okręgu Kłajpedy (1923–1924), jednak z racji konfliktu z premierem Galvanauskasem zrezygnował z tej posady. Był również przewodniczącym litewskiej delegacji ds. ustalenia granicy litewsko-łotewskiej (1920–1921). Współtworzył Związek Litewskich Narodowców (LTS, popularnie zwanego „tautininkami”), który powstał ze zjednoczenia ugrupowań nacjonalistycznych. Został jego przewodniczącym. W wyborach z maja 1926 roku uzyskał mandat poselski jako jeden z trzech posłów wybranych z listy narodowców (w okręgu Poniewież). Zasiadał w Komisji Gospodarki. Po przewrocie wojskowym z 17 grudnia 1926, obwołany „wodzem narodu”, przyjął propozycję ubiegania się o najwyższy urząd w państwie. 19 grudnia 1926 Sejm wybrał go prezydentem przy nieobecności posłów LSDP i ludowców. Przy wyborze na urząd prezydenta złamaniu uległ art. 41 konstytucji litewskiej z 1922 roku (zabrakło kworum do wyboru nowego prezydenta). Jako prezydent powołał na premiera Augustinasa Voldemarasa, z którym ściśle współpracował aż do jego dymisji w 1929 roku. Bliską współpracę Smetony i Voldemarasa określano mianem „duumwiratu”, oskarżając ich, a w szczególności premiera, o tendencje faszystowskie. 12 kwietnia 1927 roku po wyrażeniu rządowi wotum nieufności przez większość sejmową, Smetona rozwiązał parlament, który nie zebrał się aż do 1936 roku (naruszeniu uległ wówczas art. 52 konstytucji). Jednocześnie w kraju trwał od roku stan wojenny. 15 maja 1928 prezydent ogłosił nową konstytucję, która dawała mu szersze uprawnienia niż dotychczasowa. Kadencję Sejmu wydłużono z 3 do 5 lat, podwyższając jednocześnie cenzus wieku w prawie wyborczym do 24 (czynnym) i 30 (biernym) lat. Wybór prezydenta następował od tego czasu poprzez „uprawomocnionych przedstawicieli narodu” (według ustawy z 1931 roku – 116). Prezydenta wybierano na okres 7 lat, zaś cenzus wieku dla kandydata wynosił 40 lat. Prezydent nie ponosił odtąd odpowiedzialności politycznej za swe działania, zostając jednocześnie naczelnym wodzem (a nie tylko zwierzchnikiem) sił zbrojnych. Konstytucja nie ograniczyła jednocześnie, ani nie zniosła praw i wolności obywatelskich. W 1929 roku ostatecznie rozeszły się drogi Smetony i Voldemarasa, a premierem został szwagier prezydenta: Juozas Tūbelis. Voldemaras został zesłany do Jeziorosów, zaś w 1934 roku bezskutecznie próbował powrócić do władzy, organizując wraz z generałem Petrasem Kubiliūnasem wojskowy zamach stanu. 11 grudnia 1931 roku Smetona został wybrany na kolejną, tym razem siedmioletnią, kadencję prezydencką przez „upełnomocnionych przedstawicieli całego kraju”. Wybór na kolejną siedmioletnią kadencję nastąpił 14 listopada 1938 roku: wśród 120 przedstawicieli za kandydaturą Smetony opowiedziało się 118, dwóch oddało białe kartki. W 1936 roku został zwołany Sejm IV kadencji, całkowicie posłuszny woli Smetony, który uchwalił m.in. nową konstytucję z 1938 roku, cementującą autorytarny reżim państwowy. W tym samym roku rozwiązano opozycyjne ugrupowania polityczne. Reżim Smetony uważano za bardziej represywny od polskiego, jednak zupełnie nieporównywalny z nazistowskim czy stalinowskim. Często snuto analogie między ustrojem politycznym Włoch a Litwy – dyktaturę smetonowską również i w międzywojennej Polsce nierzadko nazywano „faszyzmem”, jednak z wielu powodów analogie te, formułowane szczególnie często przez propagandę sowiecką, uznać należy za zwodnicze. Jak twierdzi znawca historii międzywojennej Litwy Piotr Łossowski reżim smetonowski można najprędzej zestawić z portugalskim „Estado Novo” Antonio Salazara.
W okresie sowieckim Smetona był określany jako „burżuazyjny polityk” i „organizator walki z rewolucją socjalistyczną”, „jeden z ideologów litewskiego burżuazyjnego faszyzmu” oraz twórca „dyktatury faszystowskiej”, „faszystowski dyktator Litwy”, „jeden z inicjatorów przewrotu faszystowskiego”, który „prowadził dyktaturę faszystowską” i, orientując się na hitlerowskie Niemcy, starał się w ostatnich latach panowania przekształcić Litwę w ich protektorat.

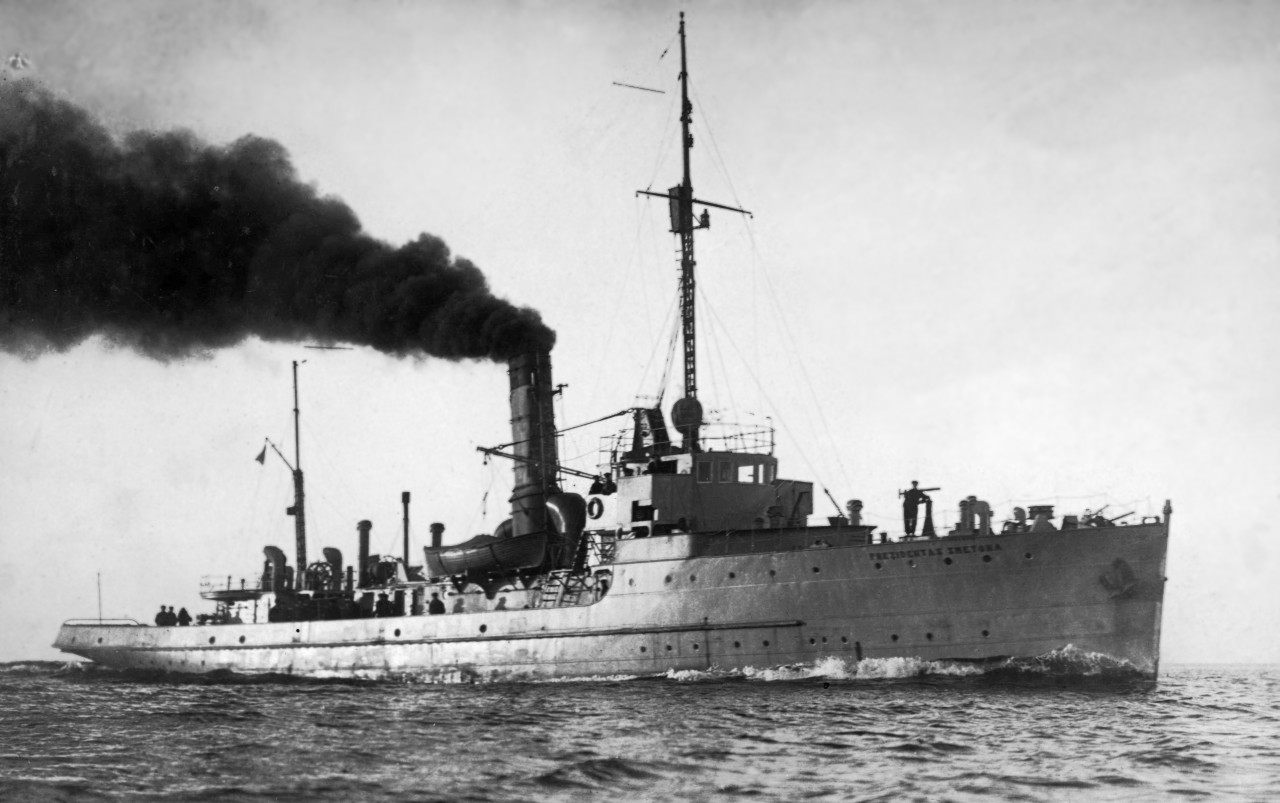
Okręt wojenny „Prezidentas Smetona”

W literaturze przedwojennej, jak również obecnie, zwraca się uwagę, iż prezydent Smetona był osobą wszechstronnie wykształconą, erudytą i poliglotą – znał kilka języków europejskich: angielski, niemiecki, francuski, polski i rosyjski (w języku francuskim przemawiał np. z okazji święta niepodległości 16 lutego, polskim posługiwał się niechętnie). Uważany był za człowieka skromnego, nieubiegającego się o ziemskie zaszczyty – równie skromna co on sam była siedziba prezydenta w Kownie. Stronił od alkoholu, rzadko uprawiał również sport, choć pasjonował się golfem, a także do pewnego stopnia pływaniem. Zwykł wypoczywać w rodzinnych Użułanach/Użugirach, a także w Połądze. Wokół Smetony wykształcił się animowany odgórnie, ale w dużym stopniu również autentyczny, kult, porównywalny do estymy jaką darzono dyktatorów sąsiednich państw: Polski (Piłsudskiego) i Łotwy (Ulmanisa). Nazywano go „wodzem narodu” (lit. „Tautas vadas”). Uroczyście były obchodzone jego imieniny w dniu 13 czerwca. We wrześniu 1934 roku zorganizowano z wielką pompą trzydniowe obchody jego sześćdziesiątych urodzin. Z okazji sześćdziesięciolecia głowy państwa wzniesiono wiele pomników czy budynków, samemu prezydentowi zaś podarowano dworek w rodzinnej miejscowości. W latach trzydziestych opublikowano najważniejsze prace Smetony, a także przeznaczony dla dzieci i młodzieży życiorys głowy państwa pióra pisarza Kazysa Binkisa (1893–1942), którego nakład osiągnął 300 tys. egzemplarzy, co było największym nakładem w historii Litwy. Na cześć Smetony skomponowano w 1934 roku dwie kantaty: „Užugirio pasaka” Kazysa Binkisa (muzyka Jurgisa Karnavičiusa) oraz „Kantata garbei kovotojų už Lietuvos laisvę” („Kantata na cześć bojowników o wolność Litwy”) Kazysa Inčiūry (muzyka Stasys Šimkus). Prezydenta kreowano na myśliciela, filozofa i wybitnego stylistę.

### Emigracja
10 października 1939 roku prezydent Smetona przyjął sowieckie warunki, na mocy których Litwa przejęła odebraną Polsce Wileńszczyznę, a w kraju rozmieszczono bazy Armii Czerwonej. Na wiosnę 1940 roku, po sowieckim ultimatum wobec Litwy, był zwolennikiem stawienia oporu przez wojsko, jednak osamotniony w swym przekonaniu zgodził się na przyjęcie warunków Stalina, skutkujących faktyczną okupacją kraju. 15 czerwca 1940 roku zrzekł się prerogatyw na rzecz premiera Antanasa Merkysa, wyjeżdżając z kraju. Po krótkim pobycie w Szwajcarii (1940–1941) wraz z rodziną przedostał się do Stanów Zjednoczonych, gdzie koncentrowało się życie patriotycznej emigracji litewskiej. Osiedlił się w Cleveland wraz z synem Juliusem. Pracował nad opublikowaniem obszernych pamiętników oraz skondensowanej historii Litwy. Zmarł tragicznie w wyniku pożaru synowskiego domu 9 stycznia 1944. 13 stycznia odbyło się nabożeństwo w katedrze św. Jana w Cleveland, po czym został pochowany w miejscowym Knollwood Mausoleum. W 1975 roku jego prochy przeniesiono do „All Souls Cemetery” w Chardon w Ohio.

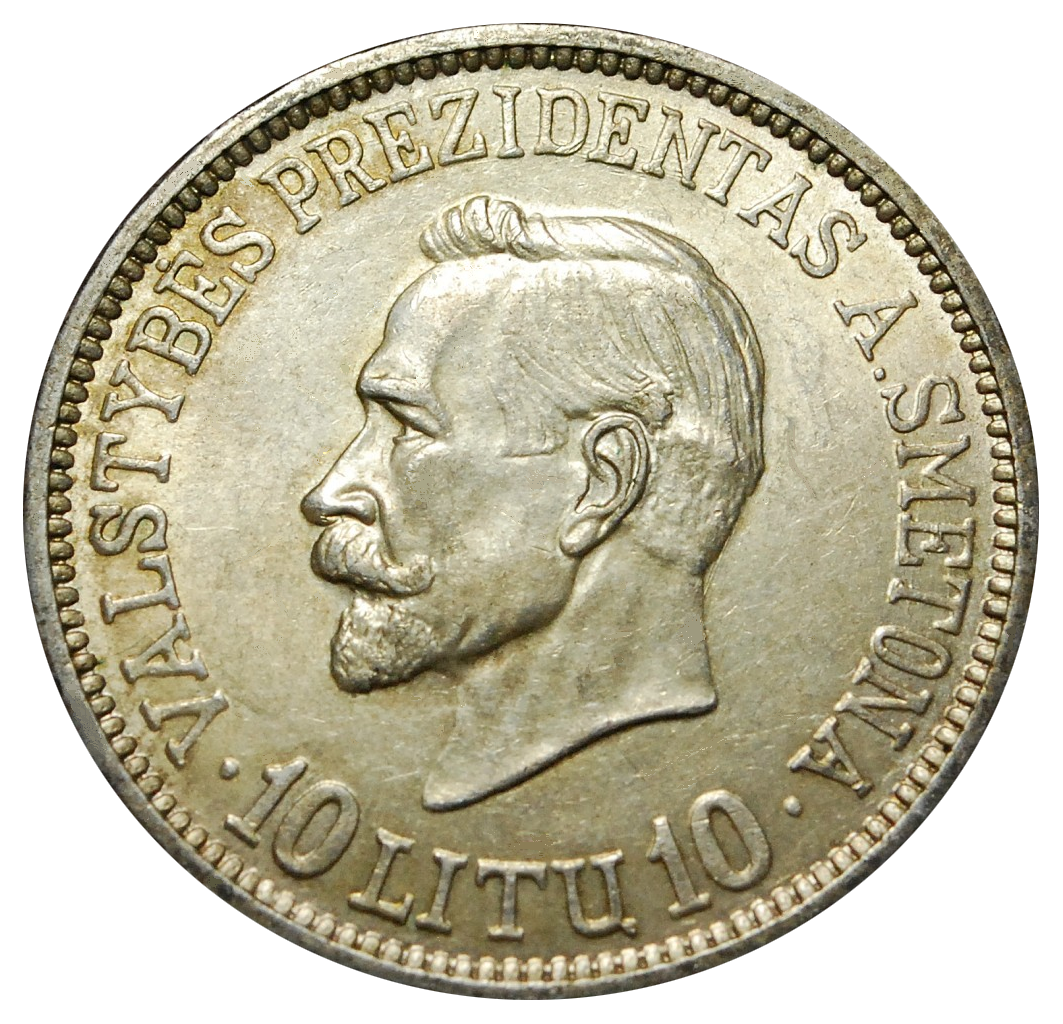
Wizerunek Smetony na awersie monety (1938)

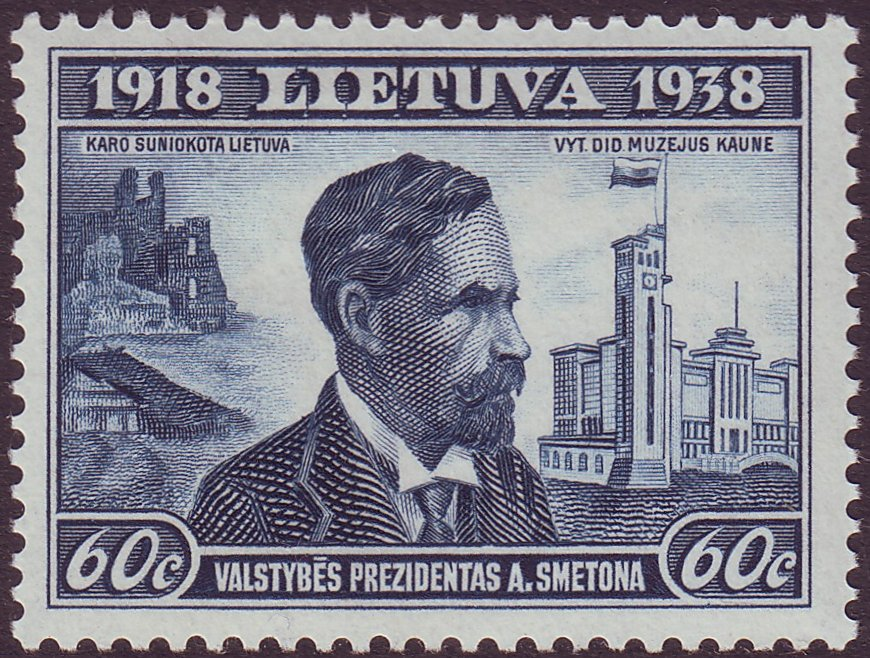
Prezydent Smetona na znaczku pocztowym Litwy (1938)

## Rodzina
Już w bardzo wczesnym dzieciństwie został osierocony przez rodziców, jego wychowaniem zajmował się starszy brat Ignas (1857–1933). Sam Antanas Smetona opiekował się i był do końca życia emocjonalnie związany ze swoją siostrą Julią, nauczycielką w Użułanach (1878–1962). Julia sprawowała pieczę nad rodzinną chatą Smetonów, która w okresie międzywojennym została odnowiona. W 1904 ożenił się z Zofią z Chodakowskich, z którą miał syna Juliusa (1913–1974), absolwenta Wydziału Prawa Uniwersytetu Witolda Wielkiego, córkę Birutę (zmarła w wieku trzech lat) i Mariję (Marytė Smetonaitė-Valušienė; 1906–1992). Bratankiem prezydenta był Kazys Smetona (1915–1938), który zginął w katastrofie samolotowej. Szwagrami prezydenta byli: Romanas Chodakauskas, prokurator wojskowy w Republice Litewskiej; Tadas Chodakauskas, samorządowiec, burmistrz Poniewieża, a także Jadvyga Chodakauskaitė-Tūbelienė (1892–1988), żona premiera Tūbelisa. Prezydent Smetona miał również związki rodzinne z innymi postaciami życia publicznego Litwy: Stasysem Raštikisem, mężem córki brata Motiejusa czy zięciem Aloyzasem Valušisem, z powodu czego oskarżany był przez przeciwników politycznych o uleganie nepotyzmowi. Z prezydentem rodzinnie związany jest Rimantas Smetona, poseł na Sejm RL.

## Upamiętnienie

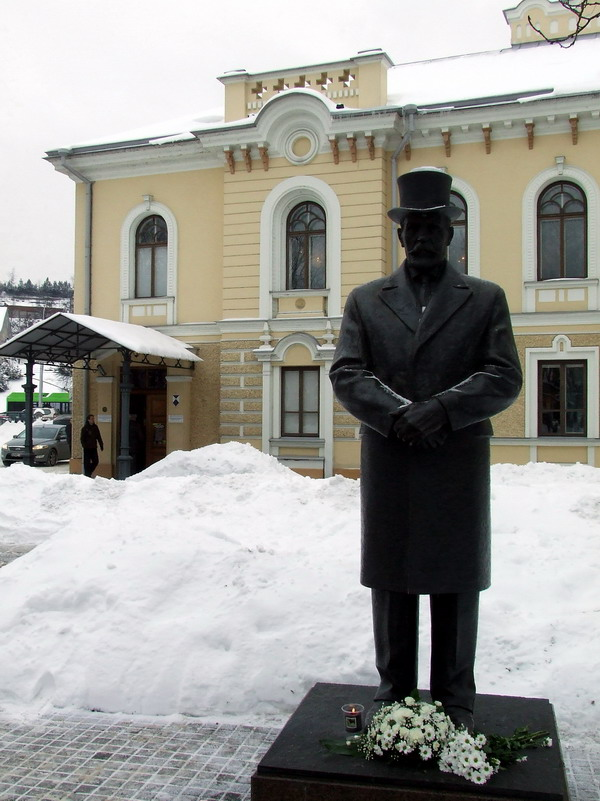
Pomnik Antanasa Smetony przed Historyczną Prezydenturą w Kownie.

W dwudziestoleciu międzywojennym chata, w której urodził się Smetona, została odnowiona i zmodernizowana, opiekowała się nią siostra prezydenta Julia, która była nauczycielką w miejscowej szkole podstawowej im. Prezydenta Antanasa Smetony. W okresie sowieckim chata spłonęła, a obecnie w jej miejscu znajduje się kamień pamiątkowy. Do dziś zachował się natomiast dworek podarowany w 1934 roku prezydentowi przez naród. W 1927 roku jego imieniem nazwano zakupiony w Niemczech trałowiec M-59, który  stał się okrętem reprezentacyjnym i używanym do ochrony wybrzeża litewskiego, a następnie okrętem flagowym marynarki wojennej Litwy „Prezidentas Smetona”. W 1929 roku imieniem Pierwszego Prezydenta Litwy nazwano Kowieńską Szkołę Wojskową (Pirmojo Lietuvos Prezidento karo mokykla). Do 1940 roku imieniem Smetony nazywane były ulice, place i aleje we wszystkich większych miejscowościach w kraju (w tym aleja w stołecznym Poniemuniu, a także jedna z głównych ulic Kłajpedy, którą w marcu 1939 roku przemianowano na ulicę Adolfa Hitlera). Obecnie imieniem prezydenta nazwana jest m.in. ulica na Nowym Mieście w Wilnie, a także aleja na Poniemuniu, której przywrócono przedwojenną nazwę. Imię Smetony nosi szkoła średnia w Kownie, a także w Wiłkomierzu. Przed historyczną siedzibą prezydenta w przedwojennej stolicy znajduje się jego pomnik. W publicznej ankiecie – „wyborach” zorganizowanych 16 lutego 2011 przez Historyczny Pałac Prezydencki w Kownie Smetona okazał się najpopularniejszym prezydentem spośród trzech głów państwa okresu międzywojennego: głosowało na niego 49% ankietowanych (ogółem w ankiecie wzięło udział 495 osób).

## Odznaczenia
- Wielki Mistrz Orderu Krzyża Pogoni (w 1927 został odznaczony wszystkimi trzema klasami tego orderu z mieczami jednocześnie[33])
- Wielki Mistrz Orderu Wielkiego Księcia Giedymina
- Wielki Mistrz Orderu Witolda Wielkiego
- Order Piusa IX (Watykan)[34]
- Order Świętych Maurycego i Łazarza (Włochy)
- Order Trzech Gwiazd (Łotwa)
- Order Krzyża Orła I klasy (Estonia, 1931)[35]
- Łańcuch Orderu Gwiazdy Białej (Estonia, 1938)[36]